# Jean Verdier
Jean Verdier, P.S.S., francoski rimskokatoliški duhovnik, škof in kardinal, * 19. februar 1864, Lacroix-Barrez, † 9. april 1940.

## Življenjepis
9. aprila 1887 je prejel duhovniško posvečenje.
18. novembra 1929 je bil imenovan za nadškofa Pariza; 16. decembra je bil povzdignjen v kardinala in imenovan za kardinal-duhovnika S. Balbina in 29. decembra istega leta je prejel škofovsko posvečenje.